# SD Gundam: Operation U.C.
SD Gundam: Operation U.C. est un jeu vidéo de shoot them up développé et édité par Bandai en février 2002 sur WonderSwan Color. C'est une adaptation en jeu vidéo de la série basée sur l'anime Mobile Suit Gundam et notamment Super Deformed Gundam,.